# تومور گنادو استرومایی طناب جنسی
تومور گنادو استرومایی طناب جنسی (انگلیسی: Sex cord–gonadal stromal tumour) گروهی از تومورهای مشتق‌شده از جزء استرومایی تخمدان و بیضه است که شامل سلول‌های گرانولوزا، تکای فولیکول و فیبروسیت‌ها می‌شود. سلول‌های اپیتلیومی از پوشش بیرونی اطراف غدد جنسی منشأ می‌گیرند در حالی که تومورهای سلول زایا از سلول‌های پیش‌ساز گامت‌ها به وجود می‌آیند، از این رو سلول زایا نامیده می‌شود. در انسان، این گروه ۸ درصد از سرطان‌های تخمدان و کمتر از ۵ درصد از سرطان‌های بیضه را تشکیل می‌دهند. تشخیص این تومورها با ارزیابی بافت‌شناسی مقدور است و فقط بیوپسی تومور می‌تواند تشخیص دقیق امکان‌پذیر نماید. شک به بدخیمی این تومورها معمولاً پیش از عمل جراحی رخ می‌دهد، که معمولاً تومورهای تخمدانی توپُر هستند که بیشتر در زنان یائسه دیده می‌شوند.
شیوع این گروه از تومورها به‌طور قابل توجهی کمتر از تومورهای سلول زایای بیضه در مردان، و کمی کمتر از تومورهای سلول زایای تخمدان در زنان است (به سرطان تخمدان مراجعه کنید).